# 鹿児島市立吉野東中学校
鹿児島市立吉野東中学校（かごしましりつ よしのひがしちゅうがっこう、英語: Yoshino-Higashi Junior High School）は、鹿児島県鹿児島市吉野町にある市立中学校。

## 沿革
- 昭和58年4月、鹿児島市立吉野中学校の生徒増加により、分離新設され開校する。吉野東小校区のみを校区としている。

## 校歌
- 作詞: 佐藤文男
- 作曲: 長野彰

## 部活動
- 吹奏楽
- 野球
- サッカー
- 剣道
- 陸上
- バレーボール（男・女）
- 演劇
- バスケットボール（男・女）
- ソフトテニス（男・女）
- バドミントン

## 著名な出身者
- 秋元司[注釈 1] - 元衆議院議員、元内閣府副大臣、元環境副大臣

## 通学区域
- 吉野東小校区: 吉野町の一部